# Mordella bifasciata
Mordella bifasciata es una especie de coleóptero de la familia Mordellidae.

## Distribución geográfica
Habita en América.